# Negació de l'antecedent
La negació de l'antecedent és una fal·làcia deductiva, que respon a l'esquema següent:
Si P, aleshores Q.
No P
Per tant, no Q.

## Exemple
- Premissa 1: si anem a Nicaragua és que estem de vacances.
- Premissa 2: no anem a Nicaragua.
- Conclusió: per tant, no estem de vacances.